# Renato Curcio
Renato Curcio (Monterotondo, Italia, 23 de septiembre de 1941) es un exterrorista italiano, fue líder y fundador de las Brigadas Rojas.
Hijo de una familia de clase media, a su ingreso a la Facultad de Sociología de Trento inició sus contactos con grupos de extrema izquierda. Posteriormente, organizó un movimiento en esta misma facultad el cual debía servir como vanguardia revolucionaria de carácter marxista.
En 1970 comenzaron sus contactos con el ambiente obrero de Milán. Es ésta la época en que comienzan las operaciones de las Brigadas Rojas, organización la cual acabó convirtiéndose en el grupo terrorista más activo de la década de 1970.
En 1974 Curcio fue detenido junto a Alberto Franceschini. Un año después consiguió escapar de la cárcel de Casale Monferrato, gracias a una acción comando de su grupo. Dos años después fue nuevamente detenido. Esta vez, las BR secuestraron al primer ministro Aldo Moro para exigir la liberación de Curcio y de otros apresados; ante la negativa gubernamental, Aldo Moro acabó siendo asesinado.
En 1978 fue juzgado y condenado del delito de "insurrección contra el Estado". En 1993 obtuvo el tercer grado.